# Karfí
Karfí (en grec, Καρφί) és un jaciment arqueològic de Grècia situat a l'illa de Creta, a les muntanyes Dikti, al nord de l'altiplà de Lassithiú. S'estén entre les muntanyes Karfí, Mikri Koprana i Megali Koprana.

## Característiques
Aquest jaciment s'excavà entre 1937 i 1939 per un equip de l'Escola Britànica d'Atenes. Conté les restes d'un santuari del període minoic mitjà situat al cim de la muntanya Karfí, a 1.100 m d'altitud, i un assentament i una necròpoli que va perdurar entre els períodes minoic recent IIC i protogeomètric. A més, s'hi han trobat altres santuaris del període minoic recent IIIC.
Al santuari del minoic mitjà s'han trobat figuretes d'argila d'humans i d'animals, així com gots de pedra i d'argila. Temps més tard, en el període micènic, s'hi construí un assentament del qual s'han trobat restes de cases, carrers pavimentats, patis, magatzems i un mègaron. Hi havia diversos recintes destinats al culte, i a més el santuari d'època anterior continuà usant-se, com mostren les figuretes trobades, que representen dees amb braços alçats. També hi havia una necròpoli amb dèsset tolos petits. És un lloc proveït de diverses fonts. Altres troballes indiquen que en aquest llogaret es va practicar la ramaderia ovina, es conreava gra i olivera, es practicava la caça i s'elaboraven teixits.
Per la barreja d'objectes de procedència minoica i altres d'origen micènic, com cascos d'ullals de senglar, es creu que la població que visqué ací incloïa tant gent procedent de l'altiplà de Lasithi com altres habitants vinguts de la zona continental de Grècia que hi cercaren refugi. També s'han detectat objectes de bronze, ferro i ceràmica d'influència xipriota.